# Ruth Chatterton
Ruth Chatterton (Nova Iorque, 24 de dezembro de 1892 – 24 de novembro de 1961) foi uma atriz estadunidense. Foi indicada ao Oscar de melhor atriz em duas ocasiões: na edição de 1930 pelo trabalho na obra Madame X e na edição de 1931 pela atuação em Sarah and Son.

## Filmografia
| Ano  | Título                      | Papel                        |
| ---- | --------------------------- | ---------------------------- |
| 1928 | Sins of the Fathers         | Greta Blanke                 |
| 1929 | The Doctor's Secret         | Lillian Garson               |
| 1929 | The Dummy                   | Agnes Meredith               |
| 1929 | Charming Sinners            | Kathryn Miles                |
| 1929 | Madame X                    | Jacqueline                   |
| 1929 | The Laughing Lady           | Marjorie Lee                 |
| 1930 | Sarah and Son               | Sarah Storm                  |
| 1930 | Paramount on Parade         | Floozie                      |
| 1930 | The Lady of Scandal         | Elsie                        |
| 1930 | Anybody's Woman             | Pansy Gray                   |
| 1930 | The Right to Love           | Brooks Evans/Naomi Kellogg   |
| 1931 | Unfaithful                  | Lady Fay Kilkerry            |
| 1931 | The Magnificent Lie         | Poll                         |
| 1931 | Once a Lady                 | Anna Keremazoff              |
| 1932 | Tomorrow and Tomorrow       | Eve Redman                   |
| 1932 | The Rich Are Always with Us | Caroline Grannard            |
| 1932 | The Crash                   | Linda Gault                  |
| 1932 | Frisco Jenny                | Frisco Jenny Sandoval        |
| 1933 | Lilly Turner                | Lilly "Queenie" Turner Dixon |
| 1933 | Female                      | Alison Drake                 |
| 1934 | Journal of a Crime          | Francoise                    |
| 1936 | Lady of Secrets             | Celia Whittaker              |
| 1936 | Girls' Dormitory            | Professora Anna Mathe        |
| 1936 | Dodsworth                   | Fran Dodsworth               |
| 1937 | The Rat                     | Zelia de Chaumont            |
| 1938 | A Royal Divorce             | Josephine de Beauharnais     |